# Selenyphantes longispinosus
Selenyphantes longispinosus (O. P.-Cambridge, 1896) è un ragno appartenente alla famiglia Linyphiidae.
È l'unica specie nota del genere Selenyphantes.

## Distribuzione
La specie è stata rinvenuta in Messico, 10 miglia a nord di Xalapa, nello Stato di Veracruz; e in Guatemala

## Tassonomia
Per la determinazione delle caratteristiche della specie tipo sono tenute in considerazione le analisi sugli esemplari di Lepthyphantes longispinosus O. P.-Cambridge, 1902.
Considerata un sinonimo anteriore di Palaeolinyphia Wunderlich, 1986, secondo l'analisi effettuata sull'esemplare fossile di Palaeolinyphia flagellifera Wunderlich, 1986, a seguito di un lavoro di Platnick (1993c), a causa del quale Wunderlich trasferì Lepthyphantes longispinosus all'ex-genere Palaeolinyphia.
Dal 2011 non sono stati esaminati altri esemplari, né sono state descritte sottospecie al 2012.

### Specie fossili
Di questo genere è stata anche descritta una specie fossile:
- †Selenyphantes flagellifera (Wunderlich, 1986) - reperita in un'ambra dominicana del Neogene[4]